# Marvin Minsky
Marvin Lee Minsky (født 9. august 1927, død 24. januar 2016) var en amerikansk matematiker, datalog og kognitionsvidenskabsmand, der især er kendt for sin forskning inden for kunstig intelligens (Artificial Intelligence, AI). Han var en af grundlæggerne af AI-laboratoriet på Massachusetts Institute of Technology (MIT), ligesom han var forfatter til en række skrifter vedrørende AI og filosofi.

## Karriere
Minsky er uddannet matematiker fra Harvard (B.A. 1950) og Princeton (Ph.D. 1954). I 1958 blev han ansat på MIT, og året efter etablerede han sammen med John McCarthy Computer Science and Artificial Intelligence Laboratory på stedet.
Blandt hans bidrag inden for teknologi og it var opfindelsen af det konfokale mikroskop (en forløber for vore dages konfokale laserskanningsmikroskop, 1957) samt en hovedmonteret grafisk skærm (som man selv ser i, 1963). Sammen med Seymour Papert udviklede han også den første Logo-"skildpadde". Så tidligt som 1951 konstruerede han sammen med Dean Edmonds den første tilfældigt forbundne neurale netværkslæringsmaskine kaldet SNARC.
Sammen med Papert skrev Minsky bogen Perceptrons (udgivet 1969), der kom til at blive grundlaget for analyse af kunstige neurale netværk. Bogen var kontroversiel inden for AI-forskningen, og nogle forskere mener, at den var med til at hæmme forskningen i neurale netværk i 1970'erne.
I 1970'erne fremlagde Papert og Minsky en teori, som de kaldte The Society of Mind, som søger at forklare, hvordan det vi kalder intelligens, kunne være et produkt af interaktionen mellem ikke-intelligente dele. Han skrev også senere om, hvordan den menneskelige intelligens fungerer, og han kritiserede mange teorier herom, samtidig med at han skabte egne nye, ofte mere komplicerede, teorier om emnet.

## Privatliv
Marvin Minsky var søn af jødiske forældre, men selv var han ateist. Han var en talentfuld pianist, der gerne improviserede i sit spil.
Han var gift med børnelægen Gloria Rudisch. Parret fik tre børn.